# Miesing (Johanniskirchen)
Miesing ist ein Ortsteil der ländlichen Gemeinde Johanniskirchen im niederbayerischen Landkreis Rottal-Inn.
Der Ort liegt nordöstlich des Kernortes Johanniskirchen an der St 2108. Am östlichen Ortsrand fließt der Sulzbach, der über den Vilskanal in die Vils entwässert. Der Ortsteil besteht aus etwa 20 Häusern.